# Monthurel
Monthurel je francouzská obec v departementu Aisne v regionu Hauts-de-France. V roce 2011 zde žilo 147 obyvatel.

## Sousední obce
Celles-lès-Condé, Condé-en-Brie, Connigis, Reuilly-Sauvigny, Saint-Agnan, Saint-Eugène

## Vývoj počtu obyvatel
Počet obyvatel 